# Specie di Pomacentridae
Di seguito sono elencate tutte le specie di pesci ossei della famiglia Pomacentridae note a luglio 2014

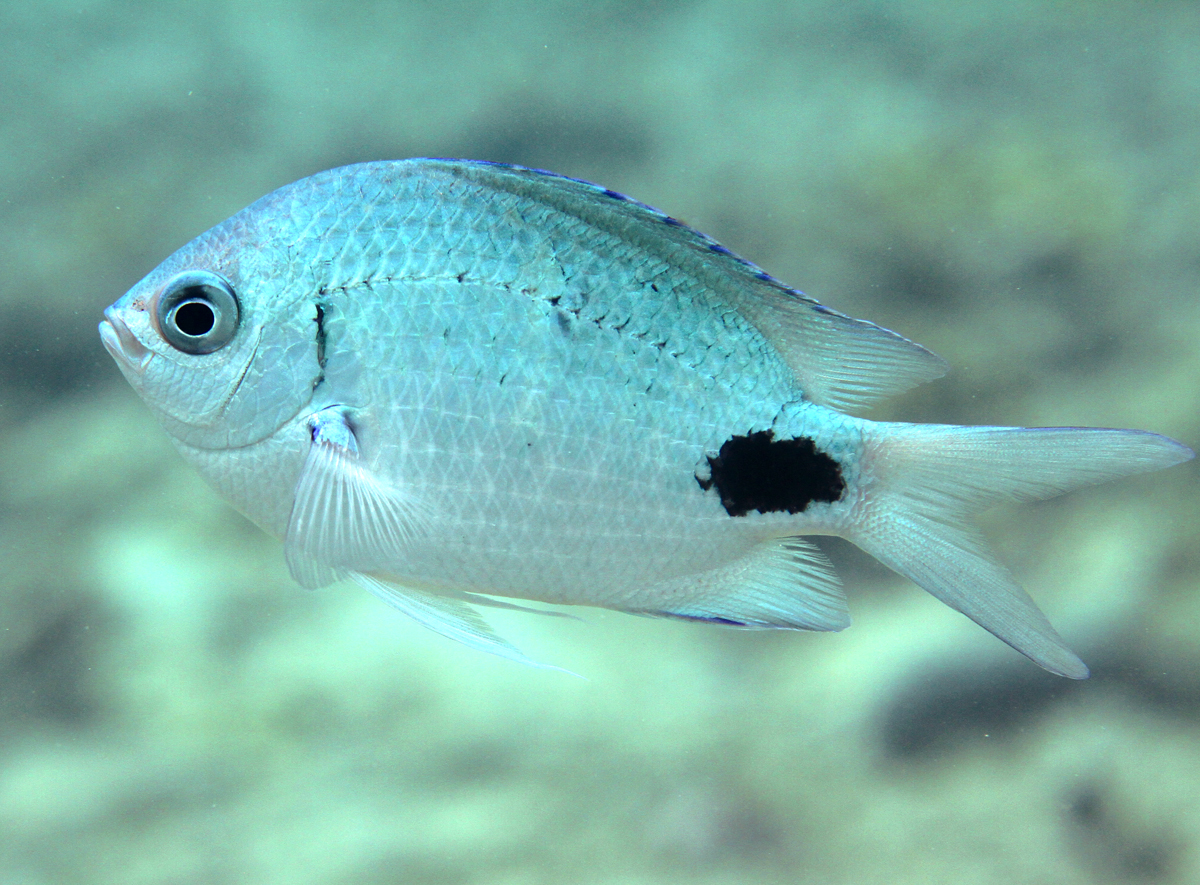
Abudefduf sparoides

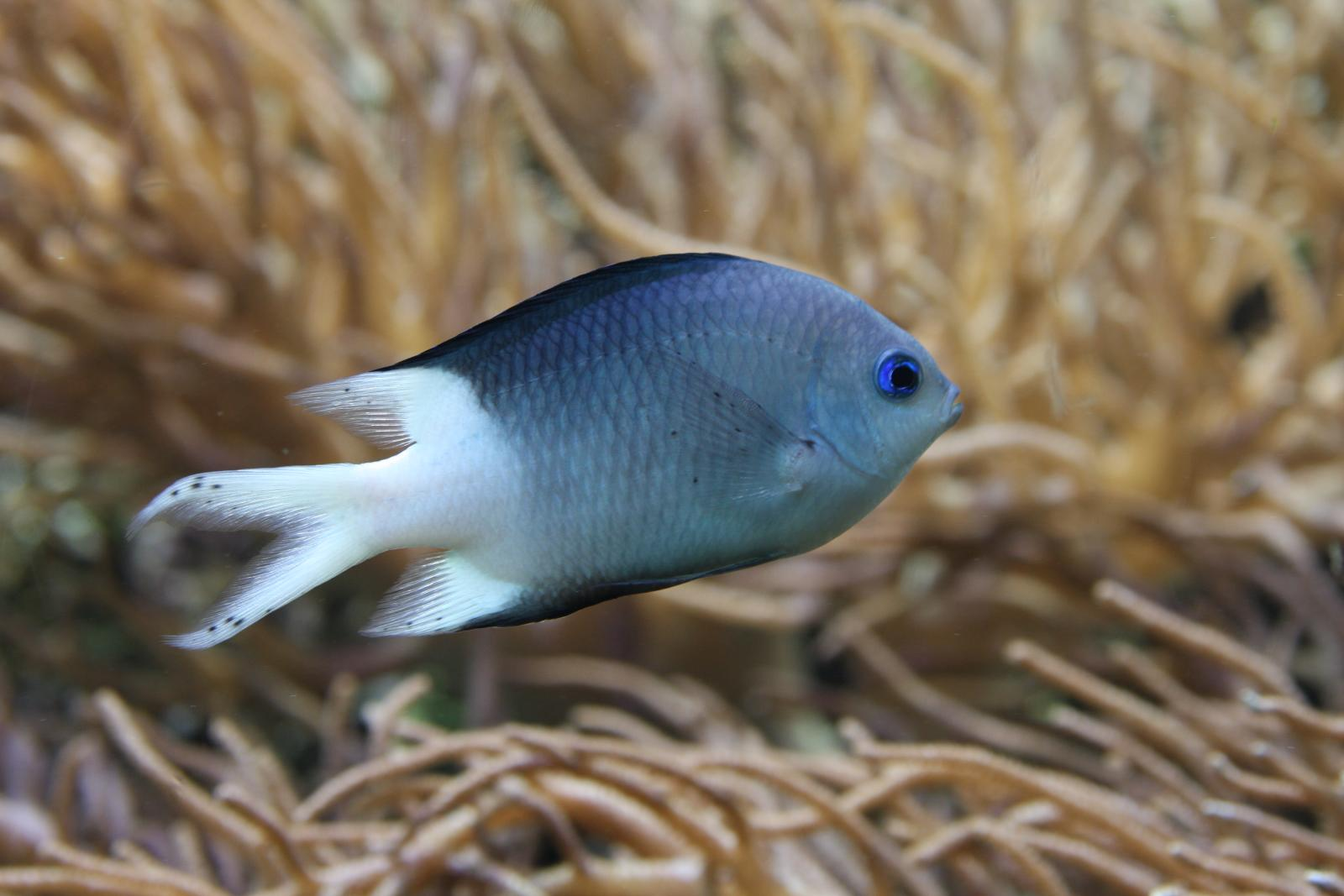
Acanthochromis polyacanthus

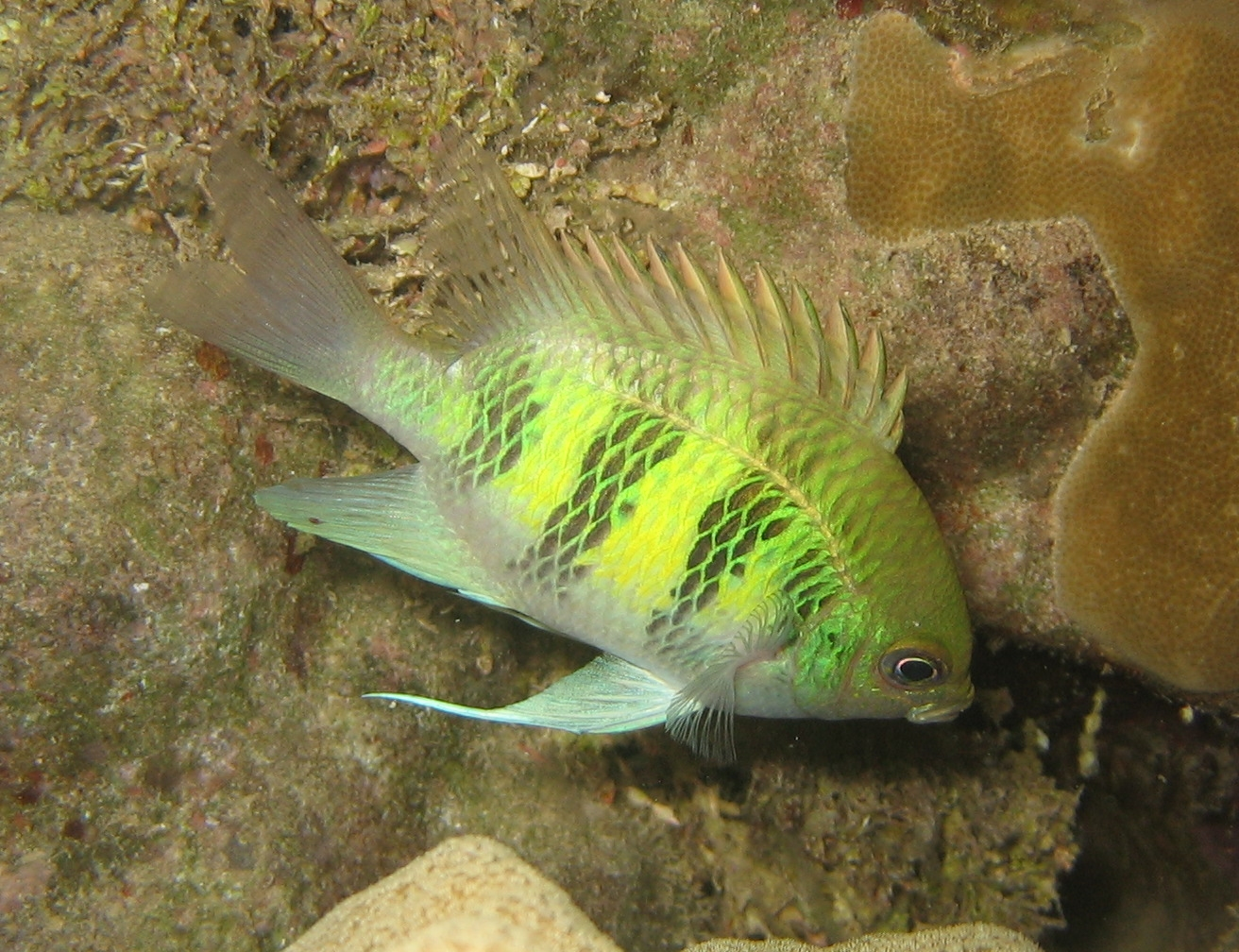
Amblyglyphidodon curacao

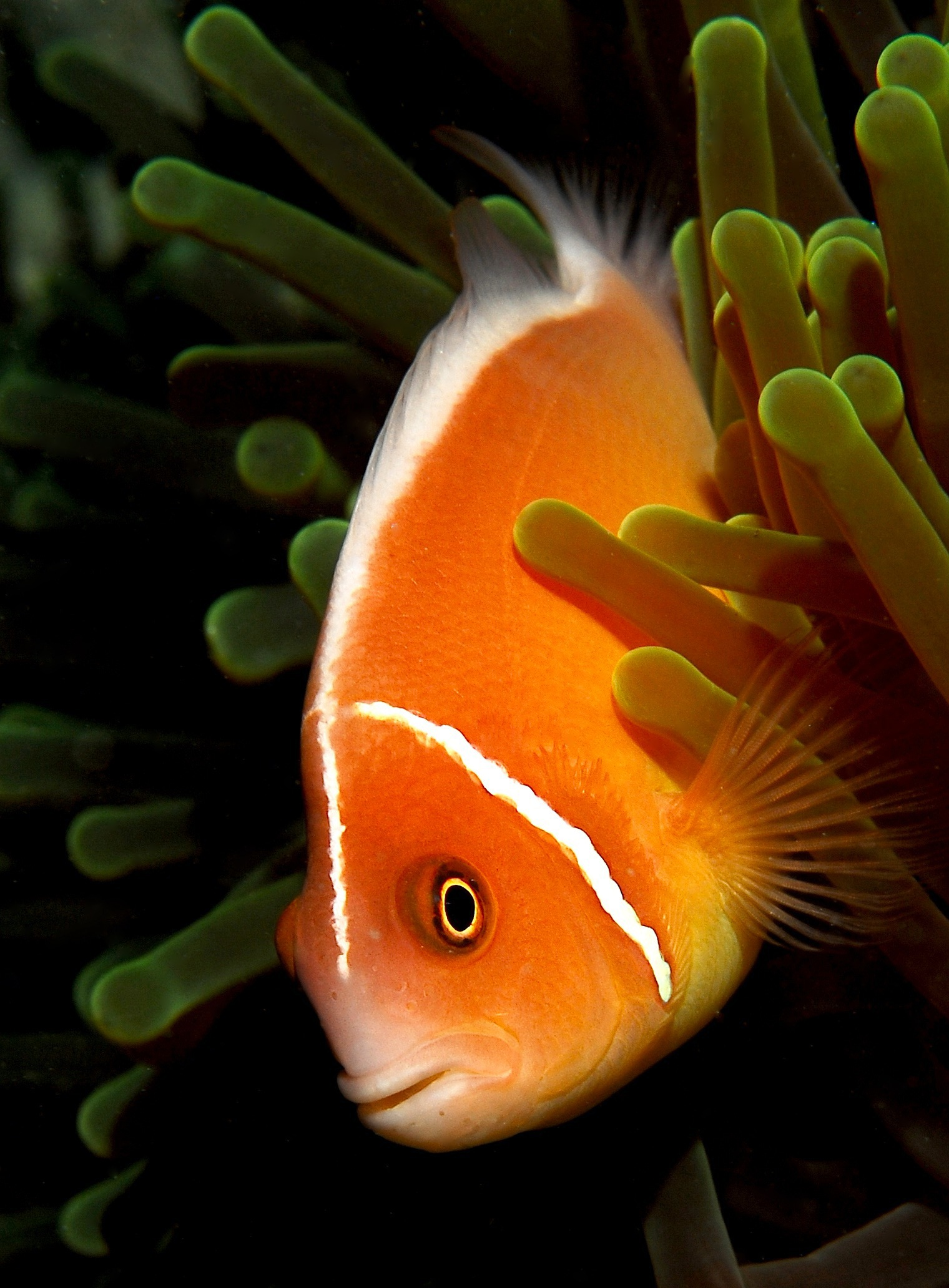
Amphiprion perideraion

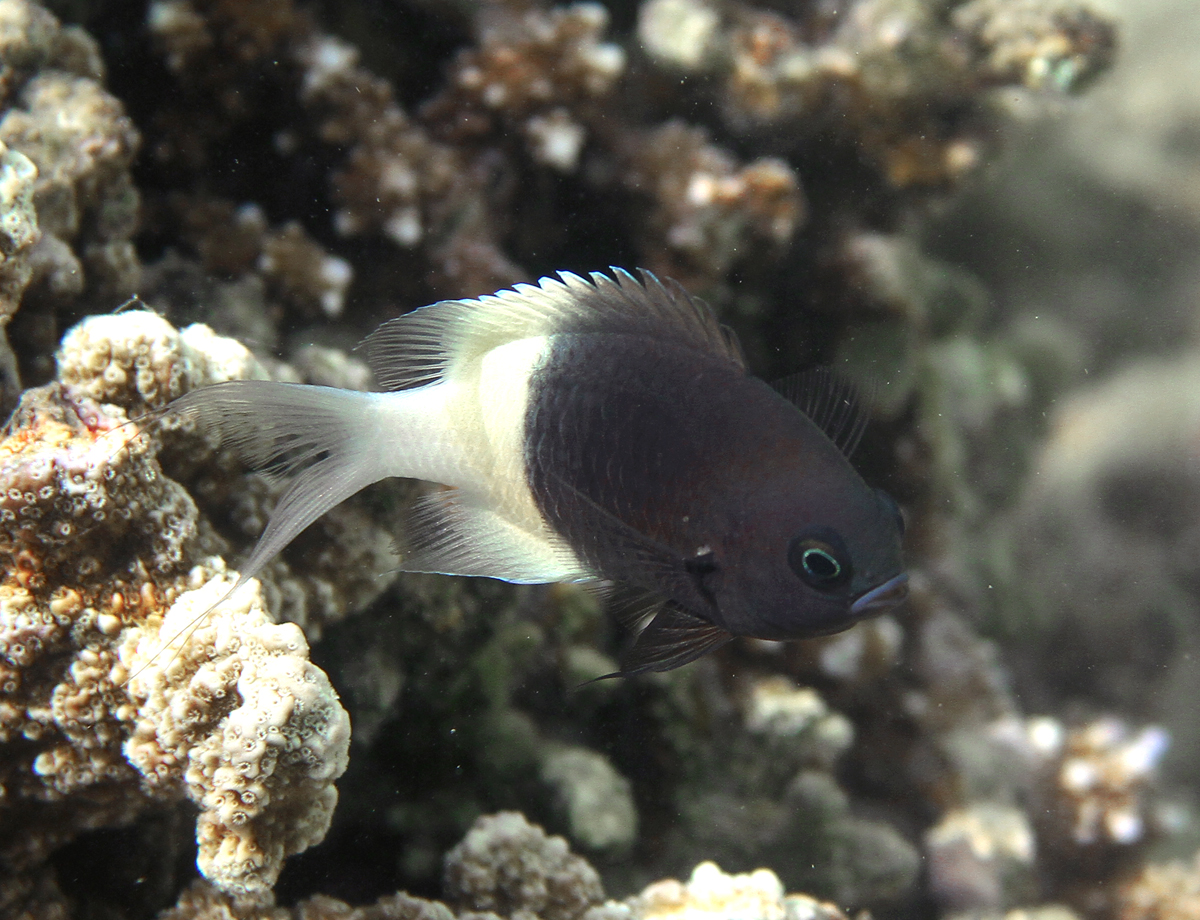
Chromis dimidiata

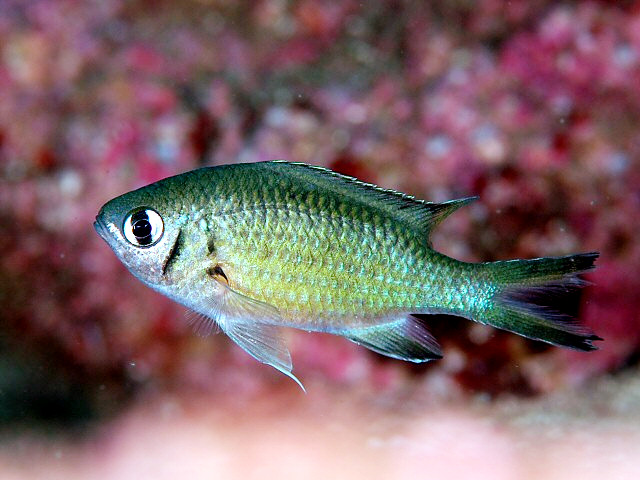
Chromis weberi

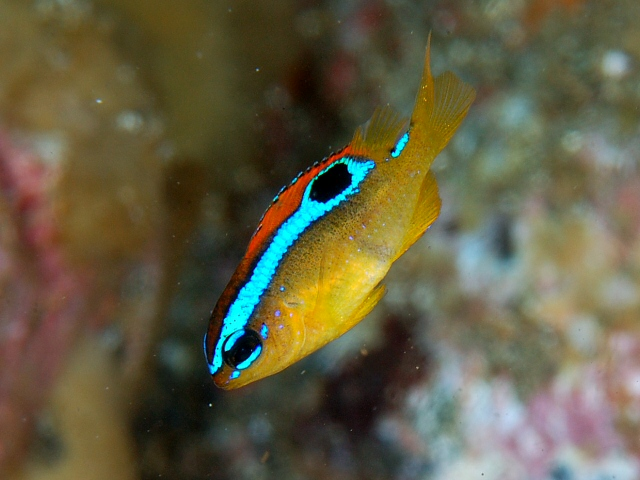
Chrysiptera brownriggii

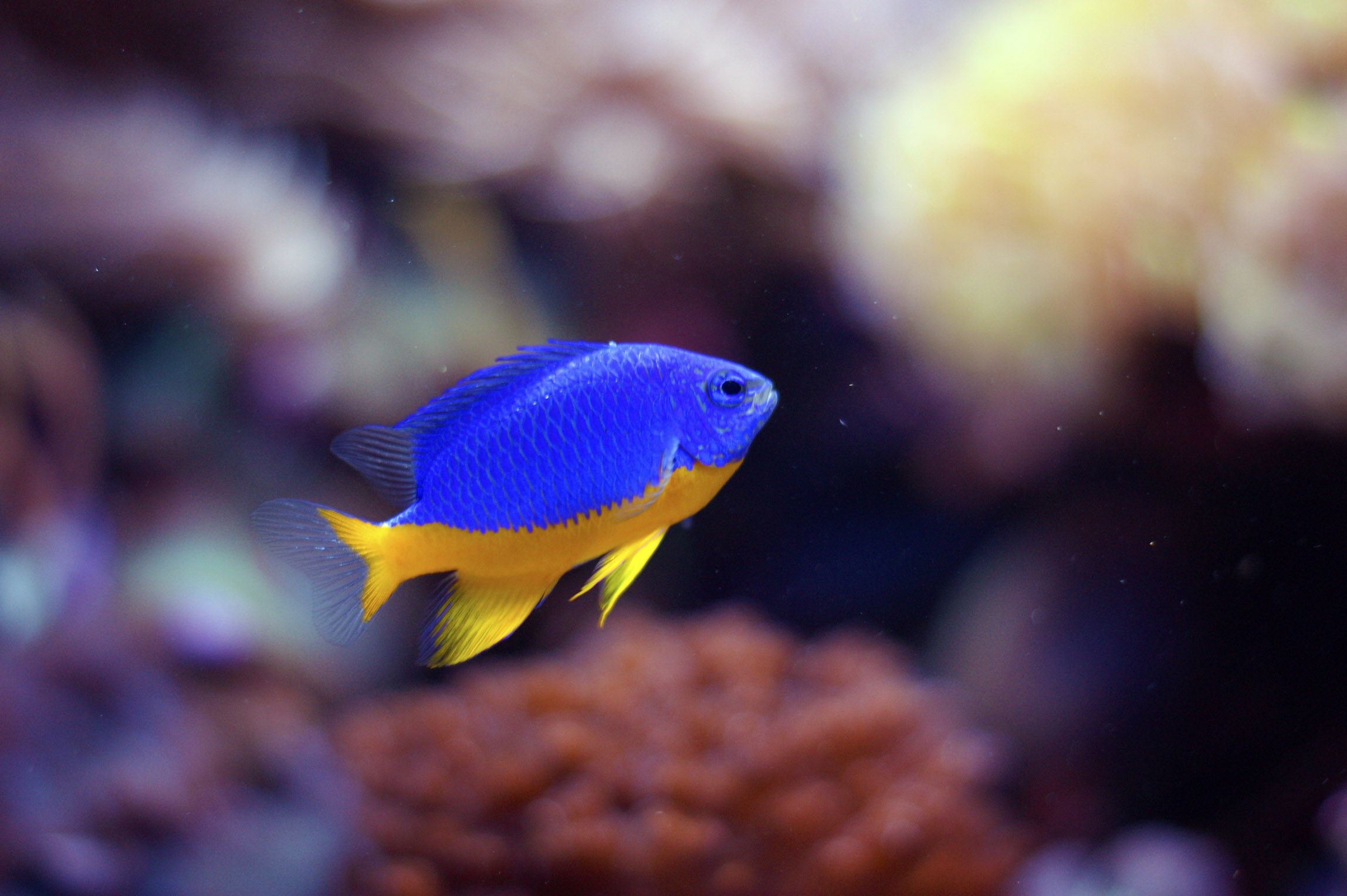
Chrysiptera hemicyanea

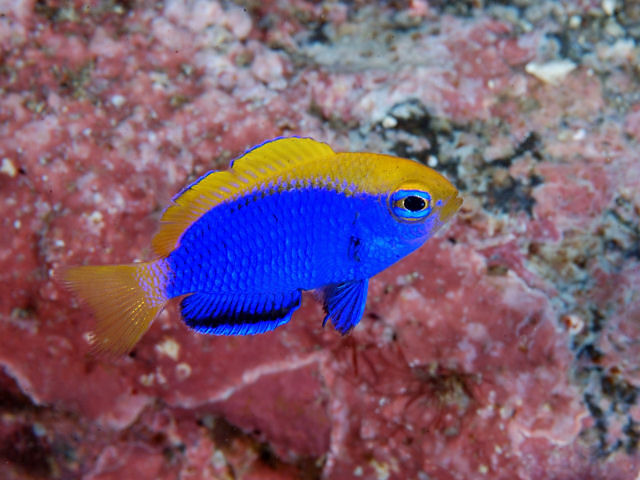
Chrysiptera starcki

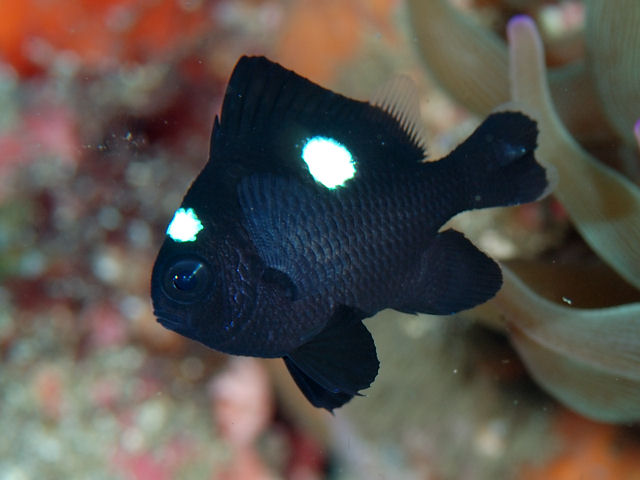
Dascyllus trimaculatus

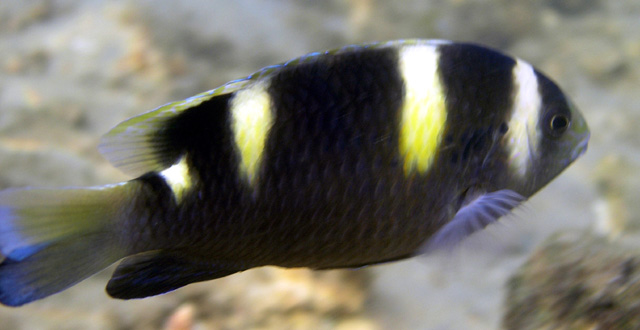
Dischistodus fasciatus

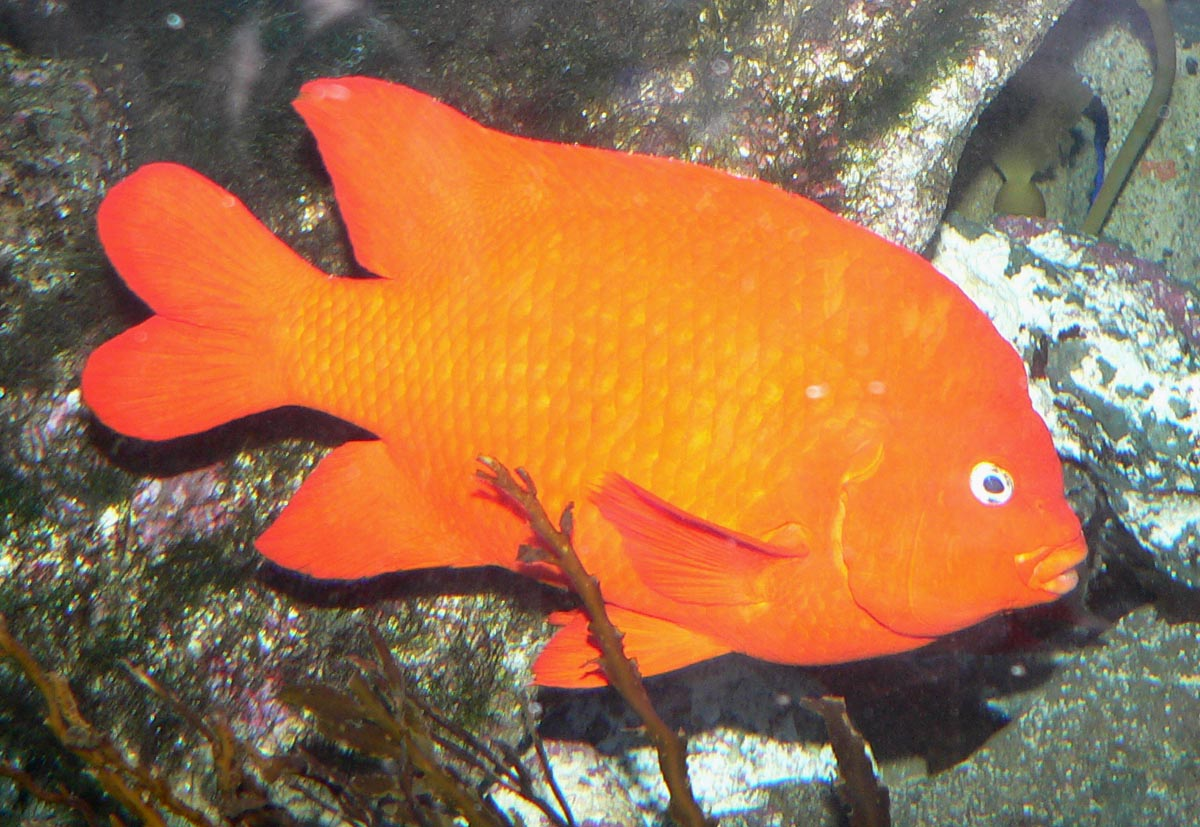
Hypsypops rubicundus

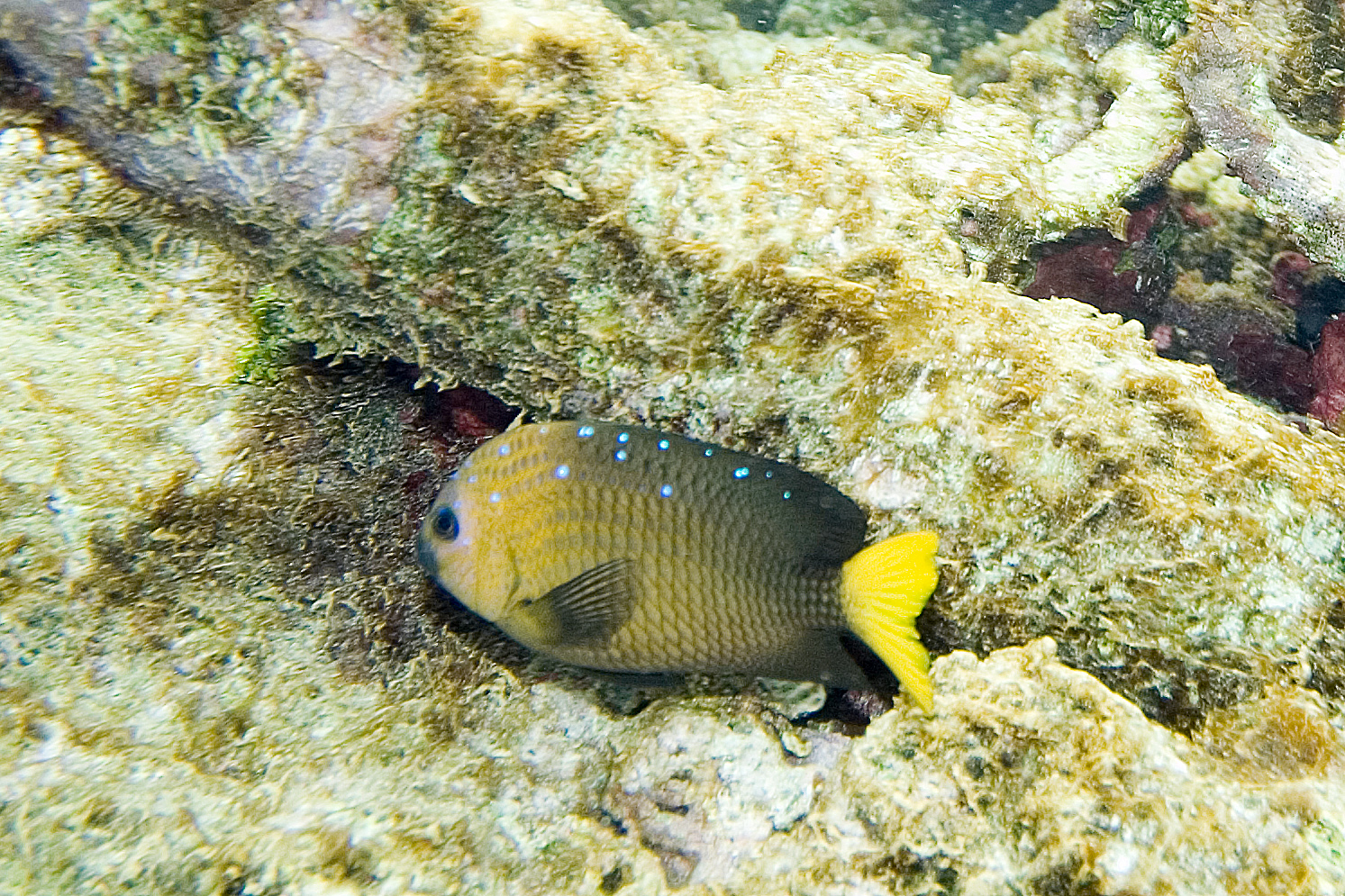
Microspathodon chrysurus

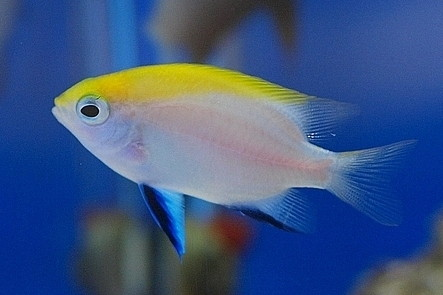
Neoglyphidodon melas

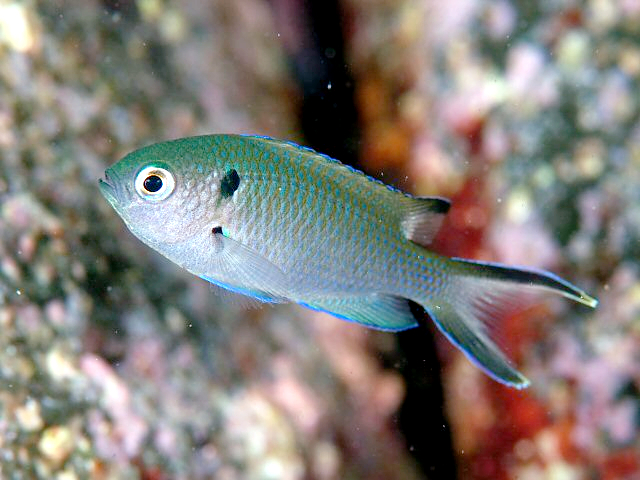
Neopomacentrus cyanomos

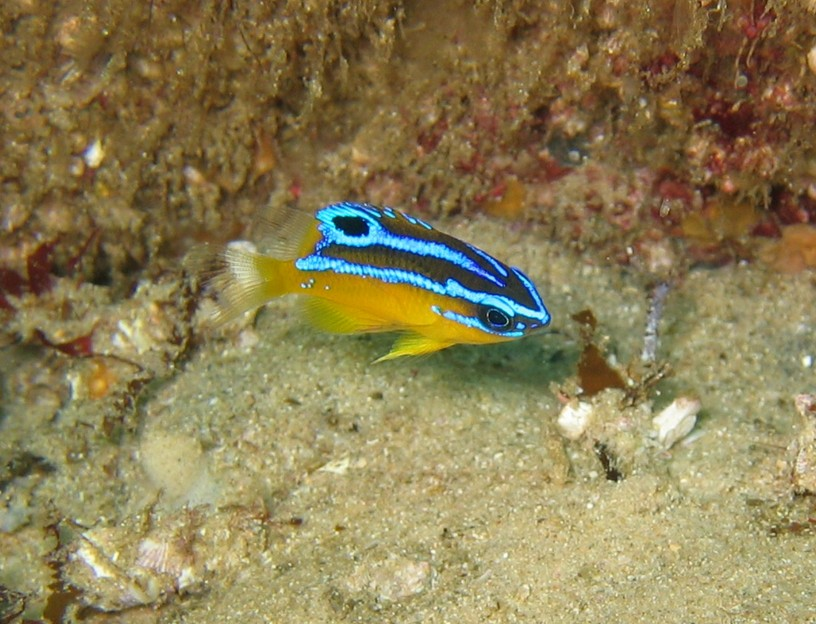
Giovanile di Parma microlepis

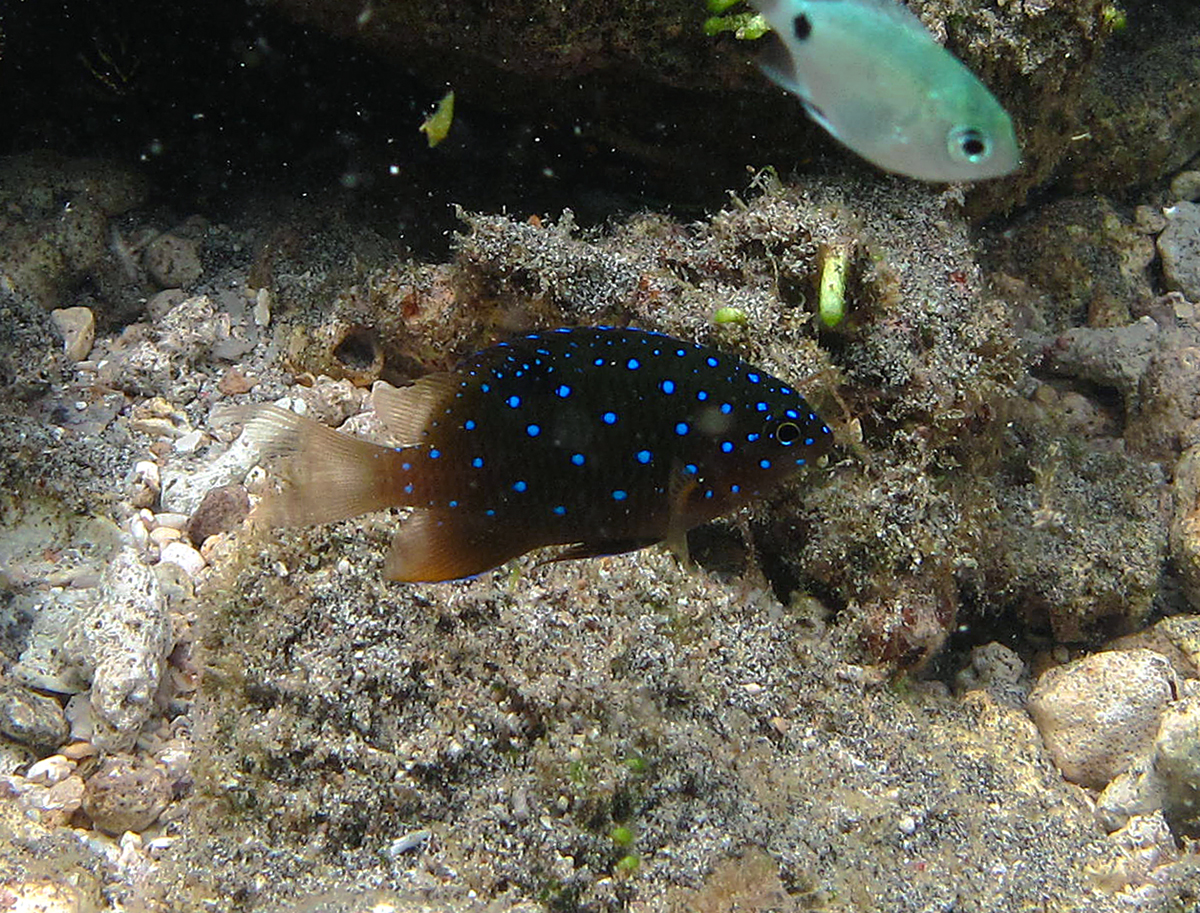
Giovanile di Plectroglyphidodon lacrymatus

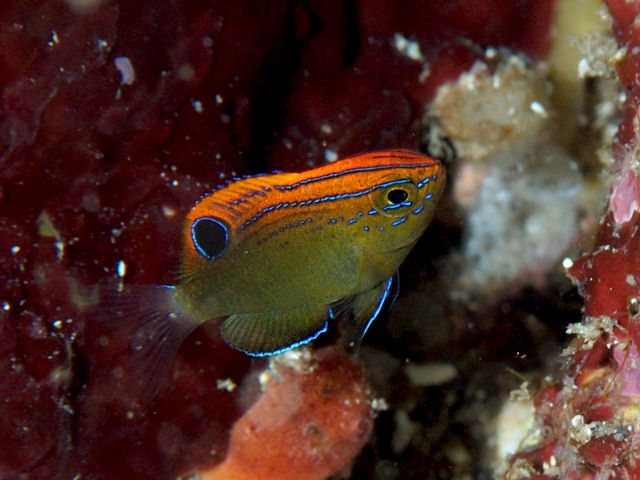
Pomacentrus bankanensis

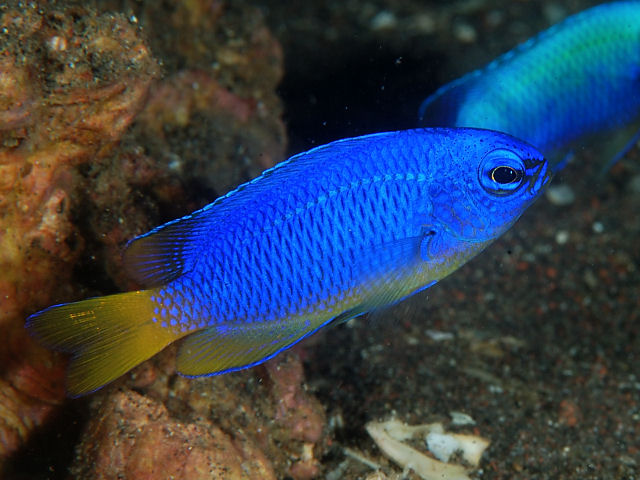
Pomacentrus coelestis

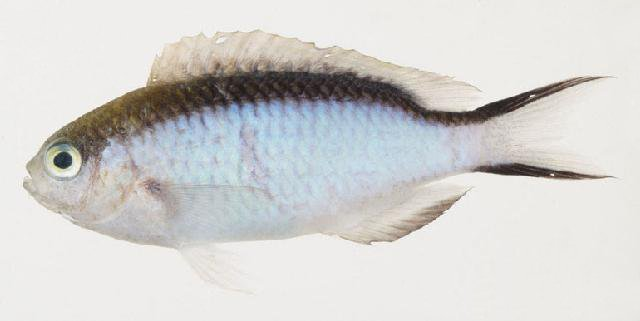
Pomachromis fuscidorsalis

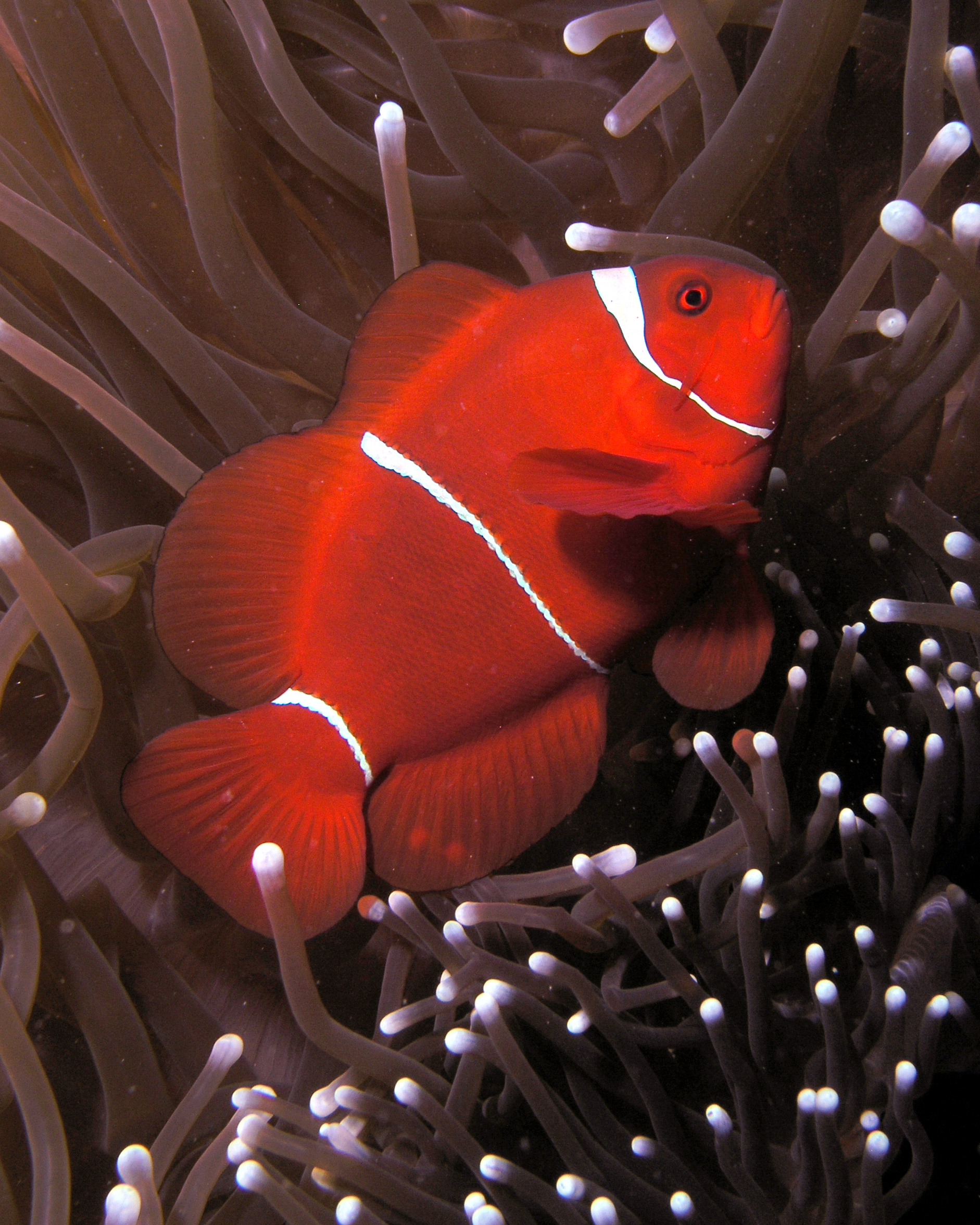
Premnas biaculeatus

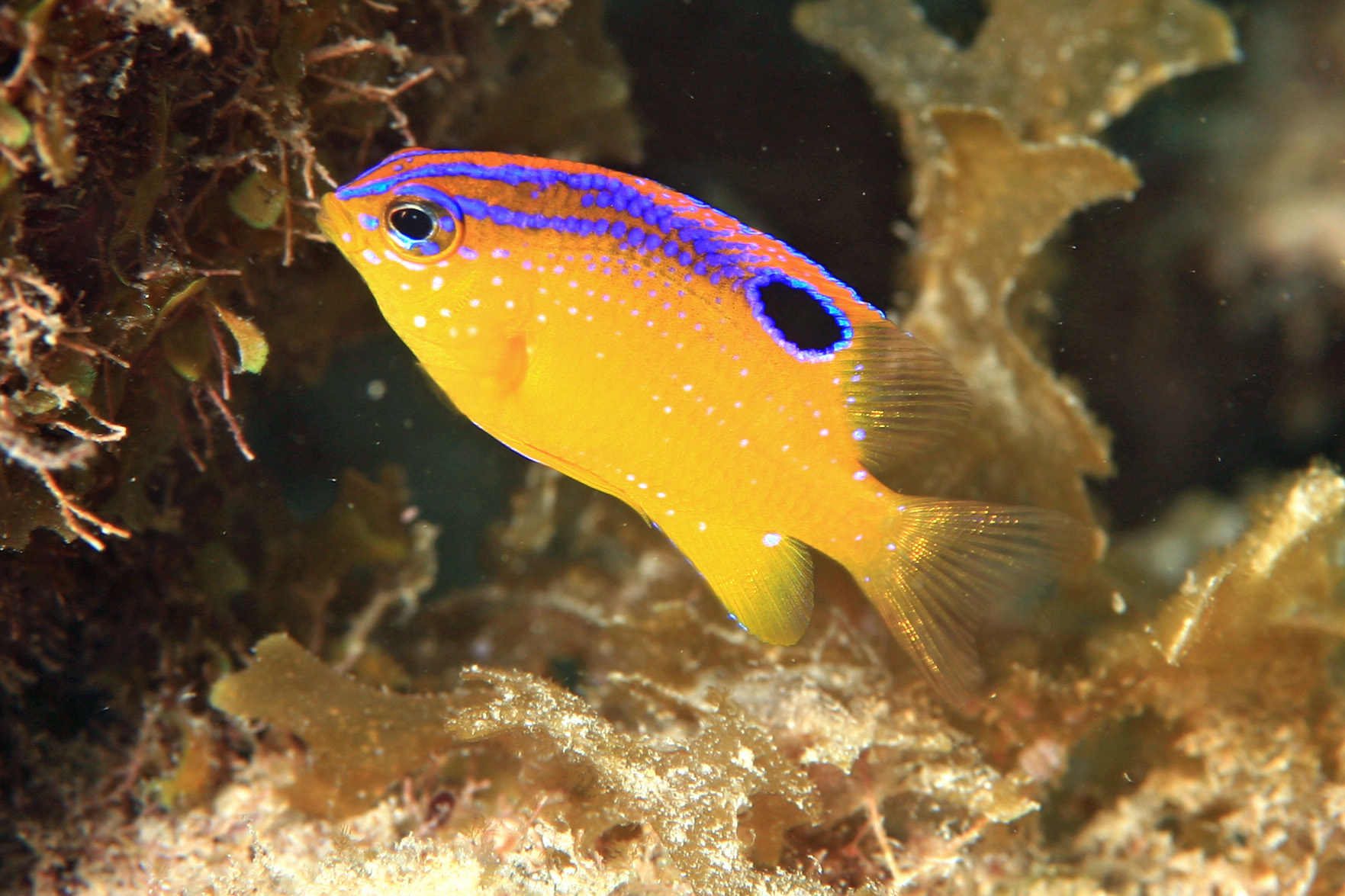
Stegastes diencaeus

- Genere Abudefduf
  - Abudefduf abdominalis
  - Abudefduf bengalensis
  - Abudefduf concolor
  - Abudefduf conformis
  - Abudefduf declivifrons
  - Abudefduf hoefleri
  - Abudefduf lorenzi
  - Abudefduf luridus
  - Abudefduf margariteus
  - Abudefduf natalensis
  - Abudefduf notatus
  - Abudefduf saxatilis
  - Abudefduf septemfasciatus
  - Abudefduf sexfasciatus
  - Abudefduf sordidus
  - Abudefduf sparoides
  - Abudefduf taurus
  - Abudefduf troschelii
  - Abudefduf vaigiensis
  - Abudefduf whitleyi
- Genere Acanthochromis
  - Acanthochromis polyacanthus
- Genere Altrichthys
  - Altrichthys azurelineatus
  - Altrichthys curatus
- Genere Amblyglyphidodon
  - Amblyglyphidodon aureus
  - Amblyglyphidodon batunai
  - Amblyglyphidodon curacao
  - Amblyglyphidodon flavilatus
  - Amblyglyphidodon flavopurpureus
  - Amblyglyphidodon indicus
  - Amblyglyphidodon leucogaster
  - Amblyglyphidodon melanopterus
  - Amblyglyphidodon orbicularis
  - Amblyglyphidodon silolona
  - Amblyglyphidodon ternatensis
- Genere Amblypomacentrus
  - Amblypomacentrus breviceps
  - Amblypomacentrus clarus
  - Amblypomacentrus vietnamicus
- Genere Amphiprion
  - Amphiprion akallopisos
  - Amphiprion akindynos
  - Amphiprion allardi
  - Amphiprion barberi
  - Amphiprion bicinctus
  - Amphiprion chagosensis
  - Amphiprion chrysogaster
  - Amphiprion chrysopterus
  - Amphiprion clarkii
  - Amphiprion ephippium
  - Amphiprion frenatus
  - Amphiprion fuscocaudatus
  - Amphiprion latezonatus
  - Amphiprion latifasciatus
  - Amphiprion leucokranos
  - Amphiprion mccullochi
  - Amphiprion melanopus
  - Amphiprion nigripes
  - Amphiprion ocellaris
  - Amphiprion omanensis
  - Amphiprion pacificus
  - Amphiprion percula
  - Amphiprion perideraion
  - Amphiprion polymnus
  - Amphiprion rubrocinctus
  - Amphiprion sandaracinos
  - Amphiprion sebae
  - Amphiprion thiellei
  - Amphiprion tricinctus
- Genere Azurina
  - Azurina eupalama
  - Azurina hirundo
- Genere Cheiloprion
  - Cheiloprion labiatus
- Genere Chromis
  - Chromis abrupta
  - Chromis abyssicola
  - Chromis abyssus
  - Chromis acares
  - Chromis agilis
  - Chromis albicauda
  - Chromis albomaculata
  - Chromis alleni
  - Chromis alpha
  - Chromis alta
  - Chromis amboinensis
  - Chromis analis
  - Chromis athena
  - Chromis atrilobata
  - Chromis atripectoralis
  - Chromis atripes
  - Chromis axillaris
  - Chromis bami
  - Chromis brevirostris
  - Chromis cadenati
  - Chromis caudalis
  - Chromis chromis
  - Chromis chrysura
  - Chromis cinerascens
  - Chromis circumaurea
  - Chromis crusma
  - Chromis cyanea
  - Chromis dasygenys
  - Chromis degruyi
  - Chromis delta
  - Chromis dimidiata
  - Chromis dispilus
  - Chromis durvillei
  - Chromis earina
  - Chromis elerae
  - Chromis enchrysura
  - Chromis fatuhivae
  - Chromis fieldi
  - Chromis flavapicis
  - Chromis flavaxilla
  - Chromis flavicauda
  - Chromis flavipectoralis
  - Chromis flavomaculata
  - Chromis fumea
  - Chromis hanui
  - Chromis hypsilepis
  - Chromis insolata
  - Chromis intercrusma
  - Chromis iomelas
  - Chromis jubauna
  - Chromis klunzingeri
  - Chromis lepidolepis
  - Chromis leucura
  - Chromis limbata
  - Chromis limbaughi
  - Chromis lineata
  - Chromis lubbocki
  - Chromis margaritifer
  - Chromis meridiana
  - Chromis mirationis
  - Chromis monochroma
  - Chromis multilineata
  - Chromis nigroanalis
  - Chromis nigrura
  - Chromis nitida
  - Chromis notata
  - Chromis okamurai
  - Chromis onumai
  - Chromis opercularis
  - Chromis ovalis
  - Chromis ovatiformes
  - Chromis pamae
  - Chromis pelloura
  - Chromis pembae
  - Chromis planesi
  - Chromis punctipinnis
  - Chromis pura
  - Chromis randalli
  - Chromis retrofasciata
  - Chromis sanctaehelenae
  - Chromis scotochiloptera
  - Chromis scotti
  - Chromis struhsakeri
  - Chromis ternatensis
  - Chromis trialpha
  - Chromis unipa
  - Chromis vanderbilti
  - Chromis verater
  - Chromis viridis
  - Chromis weberi
  - Chromis westaustralis
  - Chromis woodsi
  - Chromis xanthochira
  - Chromis xanthopterygia
  - Chromis xanthura
  - Chromis xouthos
  - Chromis xutha
- Genere Chrysiptera
  - Chrysiptera albata
  - Chrysiptera annulata
  - Chrysiptera arnazae
  - Chrysiptera biocellata
  - Chrysiptera bleekeri
  - Chrysiptera brownriggii
  - Chrysiptera caeruleolineata
  - Chrysiptera chrysocephala
  - Chrysiptera cyanea
  - Chrysiptera cymatilis
  - Chrysiptera flavipinnis
  - Chrysiptera galba
  - Chrysiptera giti
  - Chrysiptera glauca
  - Chrysiptera hemicyanea
  - Chrysiptera kuiteri
  - Chrysiptera niger
  - Chrysiptera notialis
  - Chrysiptera oxycephala
  - Chrysiptera parasema
  - Chrysiptera pricei
  - Chrysiptera rapanui
  - Chrysiptera rex
  - Chrysiptera rollandi
  - Chrysiptera sheila
  - Chrysiptera sinclairi
  - Chrysiptera springeri
  - Chrysiptera starcki
  - Chrysiptera talboti
  - Chrysiptera taupou
  - Chrysiptera traceyi
  - Chrysiptera tricincta
  - Chrysiptera unimaculata
- Genere Dascyllus
  - Dascyllus albisella
  - Dascyllus aruanus
  - Dascyllus auripinnis
  - Dascyllus carneus
  - Dascyllus flavicaudus
  - Dascyllus marginatus
  - Dascyllus melanurus
  - Dascyllus reticulatus
  - Dascyllus strasburgi
  - Dascyllus trimaculatus
- Genere Dischistodus
  - Dischistodus chrysopoecilus
  - Dischistodus darwiniensis
  - Dischistodus fasciatus
  - Dischistodus melanotus
  - Dischistodus perspicillatus
  - Dischistodus prosopotaenia
  - Dischistodus pseudochrysopoecilus
- Genere Hemiglyphidodon
  - Hemiglyphidodon plagiometopon
- Genere Hypsypops
  - Hypsypops rubicundus
- Genere Lepidozygus
  - Lepidozygus tapeinosoma
- Genere Mecaenichthys
  - Mecaenichthys immaculatus
- Genere Microspathodon
  - Microspathodon bairdii
  - Microspathodon chrysurus
  - Microspathodon dorsalis
  - Microspathodon frontatus
- Genere Neoglyphidodon
  - Neoglyphidodon bonang
  - Neoglyphidodon carlsoni
  - Neoglyphidodon crossi
  - Neoglyphidodon melas
  - Neoglyphidodon mitratus
  - Neoglyphidodon nigroris
  - Neoglyphidodon oxyodon
  - Neoglyphidodon polyacanthus
  - Neoglyphidodon thoracotaeniatus
- Genere Neopomacentrus
  - Neopomacentrus anabatoides
  - Neopomacentrus aquadulcis
  - Neopomacentrus azysron
  - Neopomacentrus bankieri
  - Neopomacentrus cyanomos
  - Neopomacentrus fallax
  - Neopomacentrus filamentosus
  - Neopomacentrus fuliginosus
  - Neopomacentrus metallicus
  - Neopomacentrus miryae
  - Neopomacentrus nemurus
  - Neopomacentrus sindensis
  - Neopomacentrus sororius
  - Neopomacentrus taeniurus
  - Neopomacentrus violascens
  - Neopomacentrus xanthurus
- Genere Nexilosus
  - Nexilosus latifrons
- Genere Parma
  - Parma alboscapularis
  - Parma bicolor
  - Parma kermadecensis
  - Parma mccullochi
  - Parma microlepis
  - Parma occidentalis
  - Parma oligolepis
  - Parma polylepis
  - Parma unifasciata
  - Parma victoriae
- Genere Plectroglyphidodon
  - Plectroglyphidodon dickii
  - Plectroglyphidodon flaviventris
  - Plectroglyphidodon imparipennis
  - Plectroglyphidodon johnstonianus
  - Plectroglyphidodon lacrymatus
  - Plectroglyphidodon leucozonus
  - Plectroglyphidodon phoenixensis
  - Plectroglyphidodon randalli
  - Plectroglyphidodon sagmarius
  - Plectroglyphidodon sindonis
- Genere Pomacentrus
  - Pomacentrus adelus
  - Pomacentrus agassizii
  - Pomacentrus albicaudatus
  - Pomacentrus albimaculus
  - Pomacentrus alexanderae
  - Pomacentrus alleni
  - Pomacentrus amboinensis
  - Pomacentrus aquilus
  - Pomacentrus arabicus
  - Pomacentrus armillatus
  - Pomacentrus atriaxillaris
  - Pomacentrus aurifrons
  - Pomacentrus auriventris
  - Pomacentrus australis
  - Pomacentrus azuremaculatus
  - Pomacentrus baenschi
  - Pomacentrus bankanensis
  - Pomacentrus bintanensis
  - Pomacentrus bipunctatus
  - Pomacentrus brachialis
  - Pomacentrus burroughi
  - Pomacentrus caeruleopunctatus
  - Pomacentrus caeruleus
  - Pomacentrus callainus
  - Pomacentrus cheraphilus
  - Pomacentrus chrysurus
  - Pomacentrus coelestis
  - Pomacentrus colini
  - Pomacentrus cuneatus
  - Pomacentrus emarginatus
  - Pomacentrus fakfakensis
  - Pomacentrus geminospilus
  - Pomacentrus grammorhynchus
  - Pomacentrus imitator
  - Pomacentrus indicus
  - Pomacentrus javanicus
  - Pomacentrus komodoensis
  - Pomacentrus lepidogenys
  - Pomacentrus leptus
  - Pomacentrus limosus
  - Pomacentrus littoralis
  - Pomacentrus melanochir
  - Pomacentrus microspilus
  - Pomacentrus milleri
  - Pomacentrus moluccensis
  - Pomacentrus nagasakiensis
  - Pomacentrus nigromanus
  - Pomacentrus nigromarginatus
  - Pomacentrus opisthostigma
  - Pomacentrus pavo
  - Pomacentrus philippinus
  - Pomacentrus pikei
  - Pomacentrus polyspinus
  - Pomacentrus proteus
  - Pomacentrus reidi
  - Pomacentrus rodriguesensis
  - Pomacentrus saksonoi
  - Pomacentrus similis
  - Pomacentrus simsiang
  - Pomacentrus smithi
  - Pomacentrus spilotoceps
  - Pomacentrus stigma
  - Pomacentrus sulfureus
  - Pomacentrus taeniometopon
  - Pomacentrus trichrourus
  - Pomacentrus trilineatus
  - Pomacentrus tripunctatus
  - Pomacentrus vaiuli
  - Pomacentrus wardi
  - Pomacentrus xanthosternus
  - Pomacentrus yoshii
- Genere Pomachromis
  - Pomachromis exilis
  - Pomachromis fuscidorsalis
  - Pomachromis guamensis
  - Pomachromis richardsoni
- Genere Premnas
  - Premnas biaculeatus
- Genere Pristotis
  - Pristotis cyanostigma
  - Pristotis obtusirostris
- Genere Similiparma
  - Similiparma hermani
- Genere Stegastes
  - Stegastes acapulcoensis
  - Stegastes adustus
  - Stegastes albifasciatus
  - Stegastes altus
  - Stegastes apicalis
  - Stegastes arcifrons
  - Stegastes aureus
  - Stegastes baldwini
  - Stegastes beebei
  - Stegastes diencaeus
  - Stegastes emeryi
  - Stegastes fasciolatus
  - Stegastes flavilatus
  - Stegastes fuscus
  - Stegastes gascoynei
  - Stegastes imbricatus
  - Stegastes insularis
  - Stegastes leucorus
  - Stegastes leucostictus
  - Stegastes limbatus
  - Stegastes lividus
  - Stegastes lubbocki
  - Stegastes nigricans
  - Stegastes obreptus
  - Stegastes otophorus
  - Stegastes partitus
  - Stegastes pelicieri
  - Stegastes pictus
  - Stegastes planifrons
  - Stegastes punctatus
  - Stegastes rectifraenum
  - Stegastes redemptus
  - Stegastes rocasensis
  - Stegastes sanctaehelenae
  - Stegastes sanctipauli
  - Stegastes uenfi
  - Stegastes variabilis
- Genere Teixeirichthys
  - Teixeirichthys jordani[2]